# Parambu (kommun)
Parambu är en kommun i Brasilien.   Den ligger i delstaten Ceará, i den östra delen av landet, 1 300 km nordost om huvudstaden Brasília. Antalet invånare är 31 320.
Följande samhällen finns i Parambu:
- Parambu

Omgivningarna runt Parambu är huvudsakligen savann. Runt Parambu är det mycket glesbefolkat, med 4 invånare per kvadratkilometer.